# Pachino
Pachino is een gemeente in de Italiaanse provincie Syracuse (regio Sicilië) en ligt 52 km ten zuiden van de stad Syracuse. Pachio telt 21.508 inwoners (31-12-2004). De oppervlakte bedraagt 50,5 km2, de bevolkingsdichtheid is 426 inwoners per km2.
In Pachino bevindt zich de prehistorische grot Grotta Calafarina, die onderwerp is van legendes over een schatkamer in de grot.
De volgende frazioni maken deel uit van de gemeente: Marzamemi.

## Oorsprong van de naam
De naam komt van het Oudgriekss Πάχυνος (Pákhunos), en werd in het Latijn Pachynus of Pachynum.
Volgens de 16-eeuwse geschiedkundige Tommaso Fazello is de naam afgeleid van pakhús ofwel , "overvloedig", "vruchtbaar".

## Demografie
Pachino telt ongeveer 7532 huishoudens. Het aantal inwoners daalde in de periode 1991-2001 met 0,3% volgens cijfers uit de tienjaarlijkse volkstellingen van ISTAT.
| Jaar | Inwoneraantal |
| ---- | ------------- |
| 1991 | 21.394        |
| 2001 | 21.324        |

## Geografie
De gemeente ligt op ongeveer 65 m boven zeeniveau.
Pachino grenst aan de volgende gemeenten: in het westen Ispica (provincie Ragusa), in het noorden Noto, in het zuiden Portopalo di Capo Passero.
In het oosten ligt de Ionische Zee met de haven Marzamemi, in het westen ligt de Middellandse Zee.

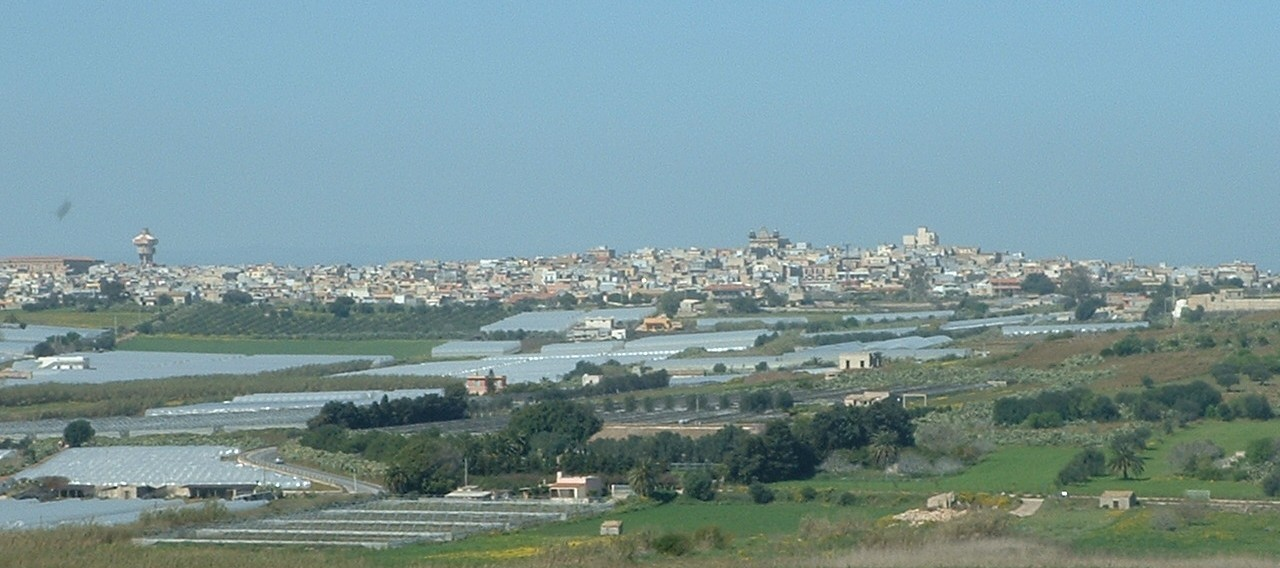
Pachino

## Wijnbouw
In de jaren 1970 maakte de wijnbouw van Pachino een ernstige crisis door, die leidde tot het verlaten van veel wijngaarden. Pachino beleeft echter een heropleving van de wijnbouw, met name van de Nero d'Avola worden kwaliteitswijnen gemaakt.